# SM UB-25
SM UB-25 – niemiecki jednokadłubowy okręt podwodny typu UB II zbudowany w stoczni AG Weser, Bremie w roku 1915. Zwodowany 22 listopada 1915 roku, wszedł do służby w Kaiserliche Marine 11 grudnia 1915 roku. W czasie swojej służby SM UB-25 nie odniósł żadnych sukcesów.

## Budowa
Okręt SM UB-25 należał do typu UB-II, który był następcą typu UB I. Był średnim jednokadłubowym okrętem przeznaczonym do działań przybrzeżnych, o prostej konstrukcji, długości 36,13 metra, wyporności w zanurzeniu 263 BRT, zasięgu 6450 Mm przy prędkości 5 węzłów na powierzchni oraz 45 Mm przy prędkości 4 węzły w zanurzeniu. W typie II poprawiono i zmodernizowano wiele rozwiązań, które były uważane za wadliwe w typie I. Zwiększono moc silników, pojedynczy wał zastąpiono dwoma.

## Służba
Dowódcą okrętu został 11 grudnia 1916 roku mianowany Hans Nieland. Nieland dowodził okrętem do 24 grudnia 1915 roku nie odnosząc żadnych sukcesów. Dalsze losy okrętu nie są znane.
26 listopada 1918 roku UB-25 został poddany Royal Navy. A w 1922 roku został zezłomowany w Canning Town.

## Ciekawostka
Jednym z dowódców SM UB-25 był Józef Unrug, późniejszy polski wiceadmirał.